# 平池 (和歌山県)

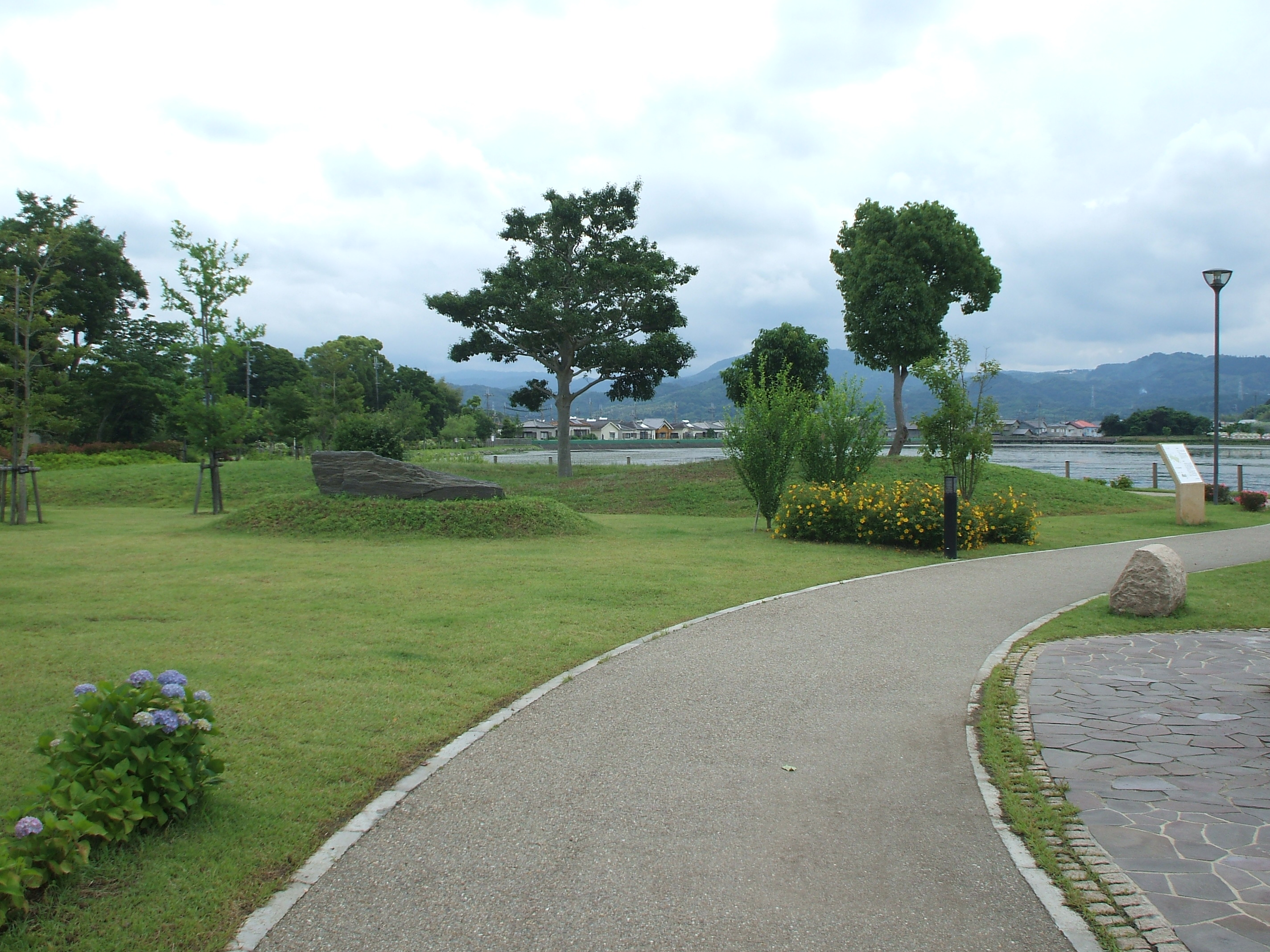
平池1号墳（前方後円墳）

平池（ひらいけ）は、和歌山県紀の川市貴志川町神戸にある面積約13ヘクタール、周囲1.5キロメートルの池。池周辺は平池緑地公園として整備されている。

## 概要
中世に灌漑用として造られた人工池で、紀の川市の桜池、海南市の亀池とともに和歌山県三大用水池の1つとされている。この池から見る朝日は1999年に「和歌山の朝日・夕陽100選」に選定されている。

### 自然
多種の水鳥・渡り鳥が生息し、野鳥観察のスポットとして知られる。絶滅危惧種であるオニバスが生息している。

### 平池古墳群
池内および周辺には平池古墳群と総称される古墳がある。
- 平池1号墳 - 前方後円墳。全長28メートル[4]。周辺はモチノキ広場となっている。
- 平池2号墳 - 円墳。池内にある。
- 平池3号墳 - 円墳。周辺は古墳広場となっている。

## 歴史
- 1999年（平成11年） - 和歌山県観光連盟より平池野鳥観察公園の朝日が「和歌山の朝日・夕陽100選」に選定される
- 2007年（平成19年）3月25日 - 平池緑地公園竣工

## 交通
- 和歌山電鐵貴志川線甘露寺前駅下車徒歩約5分

## 引用・参考文献
1. ↑  “紀の川市都市公園一覧”.   紀の川市. 2013年1月18日閲覧。
2. ↑  “紀の川市観光ガイド 公園&レジャー”.  紀の川市商工観光課. 2010年5月2日閲覧。
3. ↑  “平池の自然を守ろう！ 紀ノ川日記 2008年10月26日”.  紀の川市. 2010年5月2日閲覧。
4. ↑  “紀の川市観光ガイド カルチャー”.  紀の川市商工観光課. 2010年5月2日閲覧。